# БВП Лазански
Лазански је српско вишенаменско борбено возило пешадије 8×8. Развијено је у Југоимпорту СДПР, Велика Плана.
Званично је представљено на међународном сајму наоружања и војне опреме „Партнер 2021” у Београду.

## Назив
Возило је названо по бившем српском амбасадору у Руској Федерацији и познатом војно-политичком коментатору Мирославу Лазанском.

## Опис
Возило је настало као продукт даљег развоја возила Лазар. Шасија возила је из Финске, односно фабрике СИСУ. Главне разлике у односу на Лазара су већа ватрена моћ и квалитетнија оклопна заштита.
Мотор који погони ово возило је Caterpillar, 13.000 кубика и 711 коња, мењач је ALLISION шестостепени, а трансмисија је двостепена. Возило поседује и независно вешање.
Посаду чине 3 члана + 10 војника који се могу превести у десантном делу возила. Војници се искрцавају кроз хидраулички покретану рампу. У возилу су уграђена модерна седишта израелског произвођача MOBIUS Protection Systems и војници седе лицем у лице.
Возило је опремљено најсавременијим видео-системом, поседује шест камера, тако да је са сваке стране постављена дневна и термовизијска камера.
Стандардна заштита возила са свих страна одговора СТАНАГ нивоу 4, тј. штити од пројектила калибра 14,5 мм и може да издржи 10 кг експлозива. Оклоп возила је модуларан, па се тако по потреби (нпр. због одређене мисије) може ставити и додатни СТАНАГ ниво 6 са предње и СТАНАГ ниво 5 са осталих страна, па возило може издржати ударе пројектила 30 мм са предње односно 25 мм са осталих страна. Оклоп је успешно тестиран у Израелу и Немачкој.
Пројектована цена возила је 2-2,5 милиона евра.

## Наоружање
Возило је опремљено руском беспосадном даљински управљивом куполом АУ-220М "Бајкал". Купола поседује аутоматски топ калибра 57 мм и митраљез 7,62 мм. Борбени комплет састоји се од 80 граната за топ и 500 метака за митраљез. Домет топ је максималних 14 км хоризонтално и 7,5 км вертикално, ефективно пробија 100 мм оклопа на удаљености од 1 km, односно 80 мм на удаљености од 2. Топ се такође ефективно може употребити и против ваздушних циљева, најпре беспилотних летелица. Варијанта "Бајкала" која је изабрана за возило је лакша у односу на друге, па тако сама купола не улази у простор где је посада. Тиме се не смањује капацитет за транспорт војника, али је борбени комплет ове лакше варијанте куполе смањен са 144 на 80 граната, односно са 1.000 на 500 метака.
У будућности се очекује представљање и варијанти возила са другим типовима наоружања која укључују и лансере против-оклопних ракета.